# Zak Laughed
 (mars 2014).
Si vous disposez d'ouvrages ou d'articles de référence ou si vous connaissez des sites web de qualité traitant du thème abordé ici, merci de compléter l'article en donnant les références utiles à sa vérifiabilité et en les liant à la section « Notes et références ».
Zak Laughed est un musicien français originaire de Clermont-Ferrand, né en 1994.

## Biographie
Il commence à s'intéresser à la musique très tôt et est éduqué musicalement par son père qui lui fait écouter très jeune les Beatles, Bob Dylan, et autres figures de la pop, du rock, du black metal et du folk des années 70. Il commença la musique à douze ans, notamment grâce à son oncle qui lui offre un ukulélé.
Il admire alors beaucoup Mathias Malzieu, qu'il rencontre plusieurs fois grâce à son père à la suite de concerts de Dionysos à Clermont-Ferrand et Saint-Étienne. Ce dernier l'encourage et lui conseille vivement d'écrire et de composer ses propres chansons. Quelques mois plus tard, il a déjà composé et écrit cinq petites chansons qu'il enregistre avec son frère et un ami.
C'est avec ces premiers titres qu'il va rencontrer, seul, Denis Clavaizolle (Jean-Louis Murat, Daniel Darc, Alain Bashung, Cocoon). C'est le début d'une collaboration qui va conduire à l'enregistrement d'un premier album. Celui-ci sort en 2009, il s'intitule The Last memories of my old house, et ne comporte que des chansons en anglais. Il est entièrement produit par Clavaizolle et enregistré au studio Sophiane à Cournon d'Auvergne. À cette époque, son univers musical est assez folk, inspiré notamment par Bob Dylan, Johnny Cash, mais aussi Eels, le Velvet Underground ou encore Jonathan Richman. Il va s'élargir et s’électriser avec de nouvelles influences issues des années 1980 (the Pastels, Jesus and Mary Chain, the Feelies, the Modern Lovers, Daniel Johnston...), des années 1990 (Pavement, Built to Spill, Elliot Smith...) et plus récentes (The Avett Brothers, M.Ward, Okkervil River, Bill Callahan, Wilco, Richard Hawley...) Cette évolution apparaît notamment durant la tournée qui suit la sortie de cet album.
Zak, accompagné de son groupe the Hobos Company (formé de son grand frère, de Yann Clavaizolle batteur du groupe the Elderberries et d'un ami d'enfance), donne une quarantaine de dates à travers la France : festival des inrocks à la Cigale, Garorock, Musilac, Coopérative de Mai, première partie de Miossec en solo à l'Olympia. Il participe également à l'émission Taratata présentée par Nagui.
Entre-temps, il remporte le concours les Inrocks/Rough Trade avec une reprise guitare/voix du titre des Strokes : The end has no end. À seize ans, il démarre l'enregistrement d'un deuxième album auto-produit avec Ceddy Gonnod (Coming Soon, Red). Ce second opus est plus abouti, sa voix a mué et les titres plus pêchus. Love is in the carpet sort en mai 2011 chez Kütu Folk Records, label clermontois dont il est très proche. Il s'ensuit quelques dates dans une nouvelle formule à trois (parfois à deux : guitare et batterie).
Il accompagne également d'autres artistes et groupes. Il joue notamment de la guitare et du piano avec Saint-Augustine et Dempster Highway (autres groupes clermontois du label Kütu Folk Records), les Wendy darlings, combo d'indie pop, et les Glums.
Le 11 septembre 2012, le jeune musicien annonce sur le réseau social Facebook la fin du projet Zak Laughed, et explique que « les raisons de cette liquidation sont diverses mais la principale est la définition que l’on donne couramment au mot « adolescent » et que vous pourrez aisément retrouver si vous ne la connaissez pas exactement ». Il ne laisse cependant aucune porte fermée quant à un projet futur ; le post spécifie que « Zacharie va aussi probablement tenter de former un nouvel orchestre pour jouer de nouvelles chansons dans un avenir plus ou moins proche ».
Son nom d'artiste a pour origine son prénom réel (Zacharie), traduction de « Zac a ri » en anglais. Il est multi-instrumentiste (guitare, piano, banjo, ukulélé).

## Discographie

### Albums
- 2007 : Like a dead tree (auto-produit)
- 2008 : Crackings are my drums (auto produit)
- 2009 : Just an arrow in the skin of a bear EP (3e bureau/Wagram)
  - The End has no end EP (Rough Trade)
  - The Last memories of my old house LP (3e bureau/Wagram)
- 2011 : Love is in the carpet (Kutü folk records)

### Singles
- 2009 : The End Has No End/Ballad Of Celestial Railboard
  - Each Day
  - A Letter For Emily